# Васил Коритаров
Васил Велинов Коритаров е български комунист, деец на Българската комунистическа партия.

## Биография
Коритаров е роден на 15 декември 1887 година в трънското село Груинци. Мести се в Горна Джумая, където отваря дърводелска работилница. В Горна Джумая развива широка синдикална дейност. Става член БКП и работилницата му се превръща в партиен клуб, като до 1922 година в нея партията провежда най-различни организационни и просветни събрания. Коритаров участва в Септемврийското въстание с Горноджумайския отряд. При движението на отряда към Разлога в местността Демирево над Бистрица Коритаров се отделя от отряда. Заловен е дейци на ВМРО и убит на 27 септември 1923 година на Карталска поляна.
Баща е на партизанката и политичка Смирна Коритарова.